# 9e étape du Tour d'Espagne 2012
La 9e étape du Tour d'Espagne 2012 s'est déroulée le dimanche 26 août 2012, part de Andorre-la-Vieille (Andorre) et arrive au Barcelone après 194 km de course. Cette étape a lieu le jour avant la première journée de repos.

## Parcours de l'étape
Cette étape part d'Andorre pour faire route vers la Catalogne. Le Tour d'Espagne fait étape à Barcelone pour la première fois depuis treize ans. Deux côtes de troisième catégorie sont empruntées : l'Alto de la Collada de Clara, au 72e kilomètre, et l'Alto de Montjuich, à moins de quatre kilomètres de l'arrivée. Thor Hushovd s'y était imposé lors d'une étape du Tour de France 2009. L'arrivée est jugée en haut d'une dernière côte non répertoriée pour le classement de la montagne, et semble donc favorable aux sprinters-puncheurs,.

## Déroulement de la course
Une échappée de trois coureurs se dessine avec notamment Javier Chacón (Andalucía), déjà à l'attaque durant cette Vuelta. Ces trois coureurs sont repris sans difficulté par le peloton.
À 5 km de l'arrivée, Alberto Contador (Saxo Bank-Tinkoff Bank) attaque mais ne crée pas d'écart suffisant. Au début de la bosse à 3,5 km de l'arrivée, Alessandro Ballan (BMC Racing) attaque le premier suivi par Nicolas Roche (AG2R La Mondiale) et Joaquim Rodríguez (Katusha). Philippe Gilbert (BMC Racing) contre l'attaque du leader de ce dernier, et aucun autre favori ne le suive. Rodríguez et Gilbert collaborent ensuite dans la descente pour accroître l'écart avec le peloton. Les poursuivants accélèrent et cela a pour effet de créer des cassures où se trouve notamment Rigoberto Urán (Sky). L'écart est monté à 10 secondes à quelques hectomètres de la ligne d'arrivée. Paolo Tiralongo (Astana) tente de sortir à 700 mètres de l'arrivée, mais il ne parvient pas à revenir. L'étape se joue donc au sprint entre Gilbert et Rodríguez. Gilbert remporte ce duel et décroche sa première victoire de la saison. Un peloton morcelé arrive ensuite, avec tout d'abord à 7 secondes Tiralongo, à 9 secondes un groupe de 4 coureurs dont Alejandro Valverde (Movistar), et enfin un peloton d'une cinquantaine de coureurs à 12 secondes.
Joaquim Rodríguez conforte encore son maillot rouge de leader avec désormais 53 secondes d'avance sur son dauphin Christopher Froome (Sky), 1 minute sur Alberto Contador et 1 minute et 7 secondes sur Alejandro Valverde.

## Classement de l'étape
| Classement de l'étape | Classement de l'étape | Classement de l'étape | Classement de l'étape | Classement de l'étape |
|                       | Coureur               | Pays                  | Équipe                | Temps                 |
| --------------------- | --------------------- | --------------------- | --------------------- | --------------------- |
| 1er                   | Philippe Gilbert      | BEL                   | BMC Racing            | en 4 h 45 min 28 s    |
| 2e                    | Joaquim Rodríguez     | ESP                   | Katusha               | + 0 s                 |
| 3e                    | Paolo Tiralongo       | ITA                   | Astana                | + 7 s                 |
| 4e                    | Tomasz Marczyński     | POL                   | Vacansoleil-DCM       | + 9 s                 |
| 5e                    | Daniele Bennati       | ITA                   | RadioShack-Nissan     | + 9 s                 |
| 6e                    | Alejandro Valverde    | ESP                   | Movistar              | + 9 s                 |
| 7e                    | Nacer Bouhanni        | FRA                   | FDJ-BigMat            | + 9 s                 |
| 8e                    | Gorka Verdugo         | ESP                   | Euskaltel-Euskadi     | + 12 s                |
| 9e                    | Gianni Meersman       | BEL                   | Lotto-Belisol         | + 12 s                |
| 10e                   | Igor Antón            | ESP                   | Euskaltel-Euskadi     | + 12 s                |
| modifier              |                       |                       |                       |                       |

## Classement général
| Classement général | Classement général | Classement général | Classement général     | Classement général  |
|                    | Coureur            | Pays               | Équipe                 | Temps               |
| ------------------ | ------------------ | ------------------ | ---------------------- | ------------------- |
| 1er                | Joaquim Rodríguez  | ESP                | Katusha                | en 34 h 44 min 55 s |
| 2e                 | Christopher Froome | GBR                | Sky                    | + 53 s              |
| 3e                 | Alberto Contador   | ESP                | Saxo Bank-Tinkoff Bank | + 1 min 0 s         |
| 4e                 | Alejandro Valverde | ESP                | Movistar               | + 1 min 7 s         |
| 5e                 | Robert Gesink      | NED                | Rabobank               | + 2 min 1 s         |
| 6e                 | Daniel Moreno      | ESP                | Katusha                | + 2 min 8 s         |
| 7e                 | Nicolas Roche      | IRL                | AG2R La Mondiale       | + 2 min 34 s        |
| 8e                 | Igor Antón         | ESP                | Euskaltel              | + 3 min 7 s         |
| 9e                 | Laurens ten Dam    | NED                | Rabobank               | + 3 min 18 s        |
| 10e                | Bauke Mollema      | NED                | Rabobank               | + 3 min 27 s        |
| modifier           |                    |                    |                        |                     |

## Classements annexes

### Classement par points
| Classement par points | Classement par points | Classement par points | Classement par points | Classement par points |
| --------------------- | --------------------- | --------------------- | --------------------- | --------------------- |
|                       | Coureur               | Pays                  | Équipe                | Point(s)              |
| 1er                   | Joaquim Rodríguez     | ESP                   | Katusha               | 85 points             |
| 2e                    | John Degenkolb        | GER                   | Argos-Shimano         | 76 pts                |
| 3e                    | Alejandro Valverde    | ESP                   | Movistar              | 76 pts                |
| modifier              |                       |                       |                       |                       |

### Classement du meilleur grimpeur
| Classement du meilleur grimpeur | Classement du meilleur grimpeur | Classement du meilleur grimpeur | Classement du meilleur grimpeur | Classement du meilleur grimpeur |
| ------------------------------- | ------------------------------- | ------------------------------- | ------------------------------- | ------------------------------- |
|                                 | Coureur                         | Pays                            | Équipe                          | Point(s)                        |
| 1er                             | Alejandro Valverde              | ESP                             | Movistar                        | 21 points                       |
| 2e                              | Joaquim Rodríguez               | ESP                             | Katusha                         | 17 pts                          |
| 3e                              | Simon Clarke                    | AUS                             | Orica-GreenEDGE                 | 16 pts                          |
| modifier                        |                                 |                                 |                                 |                                 |

### Classement du combiné
| Classement du combiné | Classement du combiné | Classement du combiné | Classement du combiné | Classement du combiné |
| --------------------- | --------------------- | --------------------- | --------------------- | --------------------- |
|                       | Coureur               | Pays                  | Équipe                | Point(s)              |
| 1er                   | Joaquim Rodríguez     | ESP                   | Katusha               | 4 points              |
| 2e                    | Alejandro Valverde    | ESP                   | Movistar              | 8 pts                 |
| 3e                    | Christopher Froome    | GBR                   | Sky                   | 15 pts                |
| modifier              |                       |                       |                       |                       |

### Classement par équipes
| Classement général par équipes | Classement général par équipes | Classement général par équipes | Classement général par équipes |
|                                | Équipe                         | Pays                           | Temps                          |
| ------------------------------ | ------------------------------ | ------------------------------ | ------------------------------ |
| 1re                            | Rabobank                       | Pays-Bas                       | en 103 h 45 min 24 s           |
| 2e                             | AG2R La Mondiale               | France                         | + 2 min 27 s                   |
| 3e                             | Sky                            | Royaume-Uni                    | + 3 min 26 s                   |
| modifier                       |                                |                                |                                |